# 2739 Taguacipa
2739 Taguacipa (1952 UZ1) là một tiểu hành tinh vành đai chính được phát hiện ngày 17 tháng 10 năm 1952 bởi J. L. Brady ở Mount Wilson.